# L'enfer et moi
"L'enfer et moi" (Dansk: "Helvedet og mig") er en single fra 2013 af den franske sangerinde Amandine Bourgeois. Amandine Bourgeois vandt med sangen ved Chansons d'Abord i 2013, og hun sang derfor sangen i Malmö ved Eurovision Song Contest 2013 for Frankrig. Her endte den dog som den fjerdesidste med en 23.-plads og med kun 14 point. Den skuffende placering blev senere bl.a. forklaret med, at sangens "største svaghed helt klart er, at den ikke har et omkvæd man kan huske". Sangen er skrevet og komponeret af David Salkin og Boris Bergman, hvor sidstnævnte også har arbejdet med andre franske Eurovision-kunstnere som France Gall.

## Produktion
"L'enfer et moi" blev skrevet og komponeret til Chansons d'Abord af det engelske makkerpar Boris Bergman og David Salkin. De var blevet spurgt, om de ville skrive og komponere en sang til Chanson d'Abord, og da de begge havde en baggrund med Eurovision Song Contest, takkede de ja. Amandine Bourgeois blev efterfølgende tilbudt at synge den, hvilket hun først takkede nej til. Efterfølgende ombestemte hun sig, da hun syntes, at sangen næsten "klæbede sig til hendes hud". Endvidere mente hun, at sangen ville være en god mulighed for at få hende frem i omverdenen.[kilde mangler] Singlen blev udgivet på Warner Music France, og "L'enfer et moi" var Amandine Bourgeois' første single med det pladeselskab.

## Sangen

### Tekst
"L'enfer et moi" er mest kendt for dens dystre og stemningstrykkende tekst, og den beskrives som en sang, der laver en "dyster og sensuel "femme fatale"-stemning". Sangen starter ud med at fortælle om en fyr, der ikke bare slog op med sangerinden, men også bragte hende sorg. Det bliver også fortalt, at sangerinden ikke var den eneste, som stod for offer for ondskaben, som det bliver forklaret i linjen: "Hvor og hvem skader du, inden du gør daggryet rødt...?" Det bliver også sagt, at "deres kærlighed var fornavnet på gift". Sangens originale tekst er i øvrigt også på fransk.
Efter fyrens ondskab vil sangerinden hævne sig og give ham ondskab og ulykke i form af Helvedet. Hun vil ifølge teksten give ham så meget ondskab, at det først vil stoppe "når han ikke kan trække vejret mere". Men hun mener også, at hun, lige som mange andre, kan komme til at falde for ham igen, hvis "to igen bliver deres ulige nummer". "Hun [Amandine] vil forklare, hvor vred hun er med det der skete i kærlighedshistorien", forklarer Marie Mezerette, chef for underholdningen for France 3. Hun forklarer også hvor vigtigt det er, at bringe så meget drama ind i Amandine Bourgeois' optræden under Eurovision Song Contest 2013 som muligt, så det vil fremhæve tekstens betydning endnu mere. "For eksempel er forskellige kameravinkler sat op, så de virkelig kan fange hendes vrede", siger Marie. Og ikke kun Marie Mezerette understreger vigtigheden i teksten, også diverse artikler på France 3's hjemmeside forklarer tekstens vigtighed i "L'enfer et moi".

### Musik og genre
Musikken til L'enfer et moi går under genrene alternativ rock og blues rock, samlet kan musikken også forklares som soft rock eller som en "rock ballade" , da soul rock også dominerede sangen. Musikken var meget præget strengeinstrumenter, som guitar og bas. Det var også disse strenginstrumenter, der holdt den faste rytme gennem sangen. Men det er nu "bluesguitaren, der sætter tonen", som det siges på den engelske hjemmeside Mirror TV. Mange af instrumenterne holdt jo meget den samme rytme gennem sange, hvilket var grunden til, at sangen ikke havnede så højt i ranglisten, da nogen folk fik svært ved at finde verset, eller fordi at sangen skulle bruge alt få lang tid på at nå sit klimaks. Men samtidig mener Marie Mezerette, chef for underholdningen på France 3, også, at i sangens "sag er simpelhed nøglen. Den er en simpel, men samtidig en stærk, rocket kærlighedssang. Vi vil ikke lave det mere kompliceret". Det er Le Parisien glade for og mener at sangen "musikalsk er iørefaldende og insisterende.
Også på den franske musikhjemmeside Pure Charts var de glade for melodien og skrev, at Frankrig endelig var kommet "væk fra [den] sukkerholdige pop, der ofte hersker i topplaceringer i Eurovision". De syntes også godt om Amandine Bourgeois og hendes "sjælfulde stemme og kraftige rock", men bøjede sig på vegne af sangen også for Emmelie de Forest og "Only Teardrops", som vandt Eurovision Song Contest 2013 Og af andre blev sangen også beskrevet som en "kraftig rock sang, der er lummer, autentisk og rigtig fransk".

## Eurovision Song Contest

### Tidlig omtale
Amandine Bourgeois vandt Chansons d'Abord 2013 som klar favorit blandt seere og juryer og blev derfor valgt til "at flyve til det franske flag til Sverige" til Eurovision Song Contest 2013. Anmeldere og bookmakere var positive over for "L'enfer et moi" og især franske medier var glade for sangens genre, der udskilte den fra den "klassiske Eurovision-sang", der oftest kendetegnes som en popsang, hvor man i sangens tilfælde også mente, at "man burde høre [den] i afslutningskreditterne efter 'True Blood'. Det blev også sagt, at "Amandine har gjort noget forkert, og det er det, der gør sangen så korrekt. Juryen burde æde det råt". De gode undersøgelser blev understreget af en undersøgelse af ESC United, hvor cirka 25% gav sangen topkarakter. Men ikke alle var glade for valget af Amandine Bourgeois og mange folk mente at det var et skuffende valg.. Ravage blev også kørt på Internettet, hvor folk ikke forstod valget af hende. Folk mente ikke at hun var den rette til at optræde i Sverige og nogle udtalte endda at hun kun ville optræde i Eurovision Song Contest for at redde hendes nedadgående karriere efter floppet med hendes andet album Sans amour mon amour. De vrede udtalelser skete hyppigst på Twitter, men nogle offentlige personer skjulte heller ikke deres misbehag til sangen, som for eksempel studieværten Cyril Hanouna.
| Citat                 | Amandine Bourgeois valgte "L'enfer et moi" ["Helvedet og mig"]. Ja, Eurovision bliver da et helvede for Frankrig. | Citat |
| Udtalelse fra Twitter | |       |

Amandine Bourgeois udtaler sig som stolt, af at fremføre "L'enfer et moi" ved Eurovision Song Contest 2013, og hun "vil give publikummet en sang, som hun følte en lethed ved at fremføre, en sang, der var tæt på, hvem hun egentlig var". Amandine Bourgeois lovede også at give hendes fans alt hvad hun havde på scenen. Lige inden Eurovision Song Contest 2013 var sangen og showet blevet rigtig populært i Frankrig, og Frédéric Valencak, som var chef for den franske deligation, mente endda at "L'enfer et moi" ville blive set af over 5 millioner franske seere. "For mig er det mere end en konkurrence, det er en oplevelse for livet", som han siger.
Amandine Bourgeois var blevet valgt til at fremføre "L'enfer et moi" som den først i Malmö ved Eurovision Song Contest 2013. Men Amandine Bourgeois var rigtig okay med det, og udtalte forresten det som en "ære at være lagt lige efter ABBA", som optrådte under showet, og Amandine mener også, at man har godt chance for at huske den første sang bedre. Amandine Bourgeois mente, at hun var "rimelig sårbar på dagen". Men hun håbede også, at hun kunne vende hendes sårbarhed fra ustabilitet til styrke.
| Citat                                  | Jeg ønsker ikke at holde mig til en Eurovision-stil. Jeg ønsker at være mig selv, ikke at snyde, men at være autentisk. Jeg er stolt af at repræsentere Frankrig uanset udfaldet. | Citat |
| Amandine Bourgeois om "L'enfer et moi" | |       |

Inden aftenen udtalte både Boris Bergman og Amandine Bourgeois sig nervøst om oplevelsen ved at skulle være ved Eurovision Song Contest, hvor Boris Bergman siger: "Det er en stor ære, at repræsentere Frankrig. Da jeg var spurgt, om jeg ville skrive sangteksten, troede jeg aldrig at vi ville nå hertil, da sangen ikke rigtig er Eurovision-format. Selv da jeg allerede sad på flyet til Malmö, kunne jeg stadig ikke tro det". Boris Bergman har dog allerede været ved Eurovision Song Contest før, nemlig i 1975. "Sidste gang jeg var i Sverige, var det for Eurovision Song Contest i 1975, for Monaco", forklarerede han også. Også Amandine Bourgeois forklarede sig som nervøs, men udtalte sig også om den store glæde ved at være der, og sagde, at "i morgen vil hele min familie være her, så jeg vil være rigtig glad. Min lillesøster, min mor - jeg kan ikke vente". Hun sagde også: "Lige nu er jeg under pres, det er derfor jeg er lidt skør".

### Resultat
Trods stærke anmeldelser fik "L'enfer et moi" et yderst skuffende resultat ved Eurovision Song Contest 2013. Kun 14 point fik sangen, hvilket skaffede den en 23.-plads og samtidig også den næstlaveste plads, som Frankrig nogensinde har fået i Eurovision Song Contest. Dog gik den ned på den tredjelaveste plads efter Twin Twin havnede allersidst i Eurovision Song Contest 2014 med kun to point. Mest gavmild var San Marino, der gav "L'enfer et moi" 8 point, mens sangen kun fik nogle få point fra Armenien og Island, som hver gav to point, og Cypern og Makedonien, som hver kun gav et enkelt point.. Men selv om "L'enfer et moi" fik så dårligt et resultat, var Amandine Bourgeois alligevel stolt over, at "forsvare Tricoloren", hvor hun efterfølgende også udtaler på Facebook: "Selvfølgelig er jeg ked af pladsen, men [jeg] ved, at jeg sang med hele mit hjerte og med oprigtig kærlighed til Frankrig". Hun undskyldte efterfølgende også over for franske seere og håbede at de alligevel "værdsatte hendes præsentation" og havde fornøjelse af hendes sang. Til det svarede seerne ja på begge ting via Twitter og mente ikke Amandine Bourgeois skulle bære nogen form for nag, da hun jo havde den svære opgave, at starte hele showet som den første.
Men det lave resultat kom heller ikke som den største overraskelse hos op til flere anmeldere, der ikke havde set sejren komme til Frankrig. Mange så det også komme, at juryerne ville være meget mere glade for "L'enfer et moi" end seerne, men man håbede også at de ville gøre det muligt, at få sangen højere end Angguns 22.-plads det forrige år, men det kom sangen til gengæld ikke.

## Musikvideo
Musikvideoen til "L'enfer et moi" kører meget parallelt med teksten og følger den for for det meste gennem hele videoen, der viser Amandine Bourgeois i et dystert rum, som synger om hævnen over hendes tidligere kæreste. Rummet er oplyst af stearinlys og er opbygget af træborde, gamle borde og skelethoveder. Efterhånden som sangen bliver mere og mere "rocket", begynder Amandine også blive mere vild og sur, hvor hun finder på at dræbe en voodoodukke med en nål, og hvor hun også ender med at gå så vidt, som at binde fyren til en stol. Musikvideoen blev instrueret af Seb K, instruktøren bag musikvideoer til Olivia Ruiz og Emilie Simon, og den blev udsendt den 14. marts 2014 klokken 9.00 på France 3's hjemmeside. "Jeg er en heks, men en sød heks", som Amandine Bourgeois selv udtaler om sin rolle i musikvideoen.

## Udgivelse
Umiddelbart efter Chanson d'Abord 2013, som blev afholdt den 13. marts 2013, blev "L'enfer et moi" udgivet på Spotify, altså den 14. marts 2013, dagen efter showet. Amandine Bourgeois havde tidligere udtalt sig som "meget ivrig" til at udgive sangen, da hun selv mente, at hun var "fuldstændig forelsket i den". I modsætning til mange af Amandine Bourgeois andre singler, blev "L'enfer et moi" ikke en del af nogle af hendes album, men blev udgivet som single alene. "L'enfer et moi" blev dog en del af Eurovision Song Contest 2013's opsamlingsalbum, hvor man også kunne finde en karaokeversion af sangen. Amandine Bourgeois udtalte sig også om muligheden ved at udgive "L'enfer et moi" med hendes tredje album Au Masculin, men idéen blev senere skrottet.